# Emma (konstmuseum)

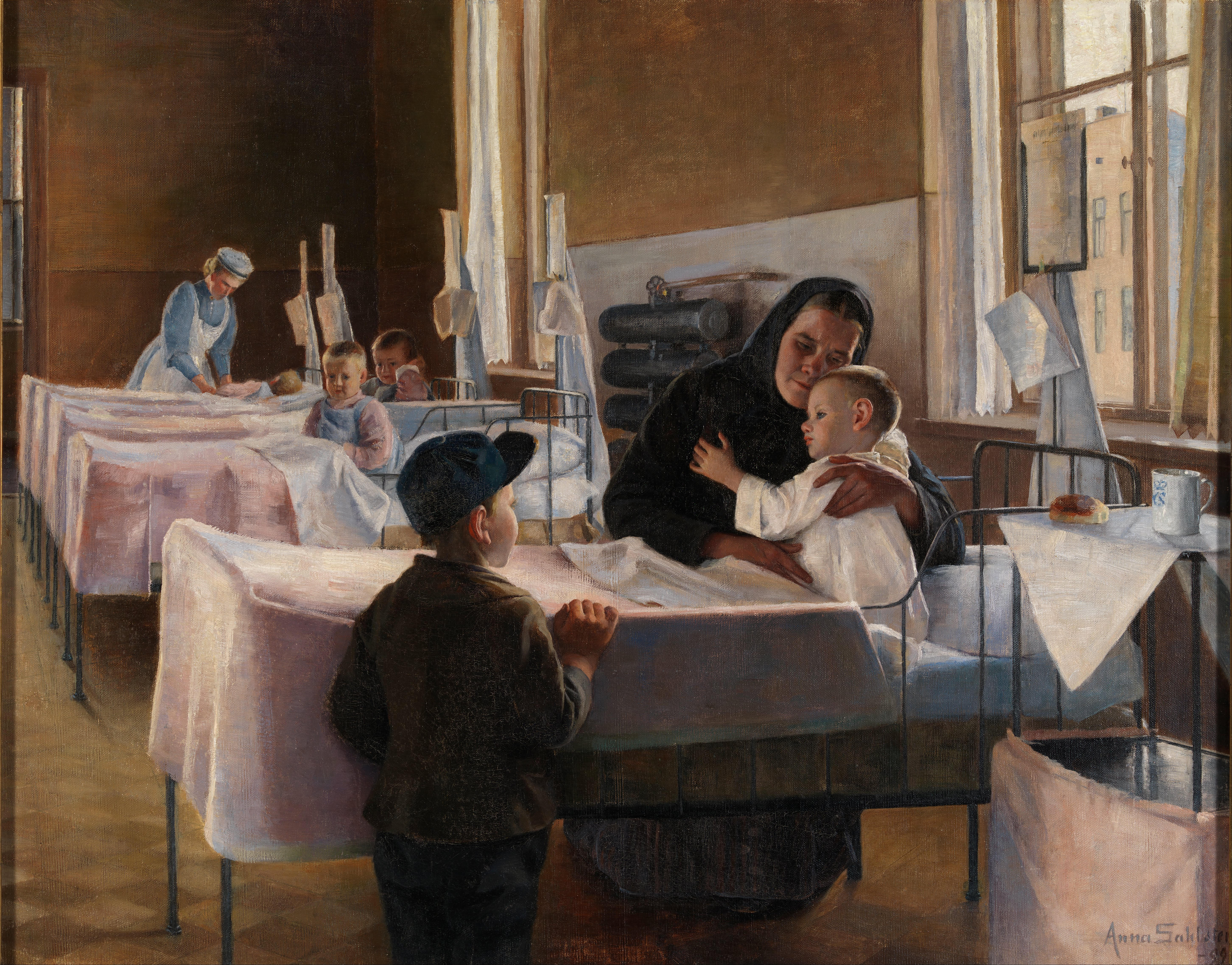
Vård på sjukhuset av Anna Sahlstén

Esbo moderna konstmuseum, EMMA (finska: Espoon modernin taiteen museo) är ett kommunalt konstmuseum i Esbo stad i Finland. Museets utställningslokaler är de största för ett konstmuseum i Finland och omfattar 5 000 kvadratmeter. 

## Historik
Esbo moderna konstmuseum grundades år 2002 och öppnades för allmänheten i det nyrenoverade WeeGee-huset 2006. Grunden för samlingarna är Esbo stads konstsamling, Saastamoinen-stiftelsens samlingar, samt Raimo Utriainens konststiftelses kollektion, som deponerades i EMMA i oktober 2006.
Museet hade 101 628 besökare år 2015. Besöksantalet år 2014 var 96 977 personer.

## Konstverk
EMMA ställer ut över 1 700 konstverk ur Saastamoinen-stiftelsens samlingar och 2 500 konstverk ur Esbo stads samlingar. Konstverken i den första samlingen är mer eller mindre komplett förevisade, medan alla konstverk i Esbo stads samlingar inte alltid finns utställda.
Utanför WeeGee-huset finns det första serietillverkade exemplaret av Matti Suuronens flygande tefatsformade hus  Futuro i gulmålad, glasfiberarmerad polyester.

## Annan verksamhet
Det ingår konservering, forskning, arkivering och dokumentering i EMMA:s verksamhet. Museet utger också en egen tidning.